# Samopal vz. 48
Die Samopal vz. 48 (Maschinenpistole Modell 48), Entwicklungs- bzw. zivile Bezeichnung Samopal 23 (tschechisch: Samopal 23, zu deutsch Maschinenpistole 23) war eine tschechische Infanteriewaffe.

## Technik
In der Tschechoslowakei wurde nach dem Zweiten Weltkrieg unverzüglich mit der Entwicklung moderner Waffen für die Streitkräfte begonnen. Bereits 1947 konnten Prototypen einer neuen Maschinenpistole durch den tschechoslowakischen Waffenhersteller Česká zbrojovka in Strakonice vorgestellt werden. Sie war von ungewöhnlicher Konstruktion. Die Verschlussmasse befand sich nicht mehr hinter dem Lauf wie bei konventionellen Typen, sondern umschloss ihn. Die Waffe war zuschießend, der hohle Verschluss schob sich vor dem Schuss teleskopartig über den Lauf. Daher war die Waffe sehr kurz, gut ausbalanciert und bot eine hohe Trefferdichte. Der Magazinschacht lag nicht mehr weit vor dem Abzug, sondern konnte in den Pistolengriff integriert werden. Diese Anordnung wurde auch 1949 vom israelischen Konstrukteur Uzi Gal verwendet, als er die Maschinenpistole Uzi entwarf. Wegen vieler Ähnlichkeiten vermutet man die Nachahmung der tschechischen Waffe bei der Entwicklung der Uzi.
Ein Wahlhebel zum Einstellen der Feuerart entfiel. Stattdessen konnte mit der Stärke des Drucks, mit dem der Abzug betätigt wurde, zwischen Einzel- und Dauerfeuer gewechselt werden.

## Varianten
- Samopal vz. 48a (Sa vz. 48a; Samopal 23): Kaliber 9 × 19 mm, Holzkolben
  - Samopal vz. 48a/52 (Sa vz. 48a/52; Samopal 24): Kaliber 7,62 × 25 mm, Holzkolben
- Samopal vz. 48b (Sa vz. 48b; Samopal 25): Kaliber 9 × 19 mm, Drahtschulterstütze
  - Samopal vz. 48b/52 (Sa vz. 48b/52; Samopal 26): Kaliber 7,62 × 25 mm, Drahtschulterstütze
- Sanna 77: südafrikanische Kopie der Sa 25; ausschließlich Dauerfeuer